# Damien (Name)
Damien ist ein männlicher Vorname, die französische Form des Vornamens Damian, die jedoch u. a. auch in Irland sehr gebräuchlich ist. Zu Herkunft und Bedeutung des Namens siehe hier.

## Namensträger

### Vorname
- Damien Abad (* 1980), französischer Politiker
- Damien Ambrosetti (* 1984), französischer Skilangläufer
- Damien Broderick (1944–2025), australischer Autor
- Damien Chazelle (* 1985), US-amerikanischer Regisseur und Drehbuchautor
- Damien Deroubaix (* 1972), französischer Maler, Bildhauer und Holzschneider
- Damien Duff (* 1979), irischer Fußballspieler
- Damien Éloi (* 1969), französischer Tischtennisspieler
- Damien Farquet (* 1971), schweizerischer Skibergsteiger und Skilangläufer
- Damien Farrell (* 1984), antiguanischer Fußballspieler
- Damien Fleury (* 1986), französischer Eishockeyspieler
- Damien Gaudin (* 1986), französischer Radrennfahrer
- Damien Grégorini (* 1979), französischer Fußballspieler
- Damien Hess (* 1973), US-amerikanischer Rapper
- Damien Hirst (* 1965), britischer Künstler und Kurator
- Damien Johnson (* 1978), nordirischer Fußballspieler
- Damien Jurado (* 19**), US-amerikanischer Musiker
- Damien Kabengele (* 1981), französisch-kongolesischer Handballspieler
- Guy Damien Lafleur (1951–2022), kanadischer Eishockeyspieler
- Damien Le Tallec (* 1990), französischer Fußballspieler
- Damien Lewis (* 19**), britischer Autor und Journalist
- Damien Lewis (Footballspieler) (* 1997), US-amerikanischer American-Football-Spieler
- Damien Magee (* 1945), nordirischer Autorennfahrer
- Damien Marsh (* 1971), australischer Sprinter
- Damien McGrane (* 1971), irischer Profigolfer
- Damien Molony (* 1984), irischer Schauspieler
- Damien Monier (* 1982), französischer Radrennfahrer
- Damien Mougel (* 1985), französischer Cyclocrossfahrer
- Damien O’Donnell (* 1967), irischer Filmregisseur und Drehbuchautor
- Damien Parer (Kameramann) (1912–1944), australischer Kameramann und Fotograf
- Damien Perquis (Fußballspieler, 1984) (* 1984), polnischer Fußballspieler
- Damien Perquis (Fußballspieler, 1986) (* 1986), französischer Fußballtorwart
- Damien Plessis (* 1988), französischer Fußballspieler
- Damien Rice (* 1973), irischer Musiker
- Damien Saez (* 1977), französischer Liedermacher
- Damien Tekou (* 1984), kamerunischer Radrennfahrer
- Damien Top (* 1963), französischer Tenor und Komponist
- Damien Waeghe (* 1984), französischer Handballspieler
- Damien Williams (* 1992), US-amerikanischer Footballspieler

### Familienname
- Robert François Damien (1715–1757), französischer Attentäter